# 中式餐桌禮儀
中式餐桌禮儀指華人的餐桌禮儀，和其他中式礼仪一样，一切以体现等级制度和尊卑的儒家思想为原则。
中国古代进食的时候讲究很多，例如坐次，男女不共食，進食時不能说话等等。几乎中國古人对吃饭的每一个细节都作了要求。某些规矩是出于礼貌和身分，也就是古人说的“尊品”，有一些规矩源自習俗，反映出中華傳統的生活和飲食文化。是否遵守这些规矩，决定着一个人在别人眼里的地位，别人也能从中看出他的文化底细和家庭教养如何。

## 坐次
正中間背靠牆的位置為上座，依次兩邊排開，左邊地位尊於右（以背向座位的方向計算），无论在任何场合，都是尊者居上座，卑者坐下首；长者居上座，幼者坐下首；师长居上座，学生坐下首；客人居上座，主人坐下首。坐方桌子時，尊长坐在方桌靠屋里的短边，其他人依尊卑长幼辈分排列落座。坐圓桌時就特别要注意把最里边的座位让给尊长，以示尊敬。如果去饭店吃饭，雅间最里边的座位要让给尊长。
由於男女授受不親的觀念，傳統有“男女不共食”的习俗，男女自七歲起不能同桌吃飯。後來演變成「女人不上席」，也就是说有外人的情况下，家中的女性不能和男性客人同桌吃饭。这种现象在現代被視為性別不平等，已經逐漸消失。

## 進餐
必須等到所有人到齊才可以開始用餐，先等長輩或上級起筷，然後才到幼輩、下級。吃完飯時，幼輩、下級要等長輩吃完離席方可離席。
吃東西時細嚼慢嚥，不要發出聲響。嘴裡有食物時不要說話。 吃饭不能把碟子扣过来。上全雞、全鴨、全魚等整形菜，不能尾朝向正主位。吃魚時吃完一邊不可翻轉，尤其是水上人為主家的飯局以及在沿海地區，因為這有如翻船。應把魚骨整條起出再吃。

## 喝茶禮儀
向別人奉茶應以雙手奉上，接平輩、長輩或上級所奉的茶也應雙手接。如為有蓋茶盅，不應將蓋完全打開，應只掀開少許位置啜飲。而在清代，官场规矩中，上司赐茶不能喝。上司一般用端茶或者品茶代表对下属的不耐烦，让他自觉告退。如果下属端茶，那么就是对上司的不敬，有要赶走上司的意思。
不能把茶壶嘴对着人，这和不能用手指头指人一个道理，对着谁就是对谁的不尊重。同时，也表示主人对被指的人不欢迎。右手拿着茶壶时，左手要按住茶壶盖，表示对他人的尊敬与自己稳重。要為他人斟茶，不能只斟自己的。別人為自己斟茶要輕叩桌面道謝。

## 敬酒礼仪
敬酒時，先敬長者和主賓，最後才是主人。傳統上會用衣袖掩嘴喝。吃饭敬酒碰杯的时候，晚辈的酒杯不能高于长辈的酒杯，下属的酒杯不能高于上级的酒杯。要先為別人斟酒，再為自己斟，忌自斟自飲。